# Veli Yüksel
Veli Yüksel (Emirdag, 30 maart 1971) is een Belgisch politicus voor Open Vld.

## Levensloop
Yüksel heeft Turkse roots, zijn ouders migreerden in de jaren 1970 van Turkije naar Gent om er in de bloemenkweek te werken. Hij behaalde in 1995 het diploma van licentiaat in de politieke Wetenschappen aan de Rijksuniversiteit Gent en behaalde er in 1996 tevens een master in Europees recht. In 1996 begon hij als redactiemedewerker bij de nieuwsdienst van de openbare omroep VRT. Later ging Yüksel als fulltime journalist aan de slag voor Het Journaal en Terzake.
Na dertien jaar in de journalistiek, maakte Yüksel in 2009 de overstap naar de politiek. Hij sloot zich aan bij de CD&V. Tijdens de rechtstreekse Vlaamse verkiezingen van 7 juni 2009 werd hij verkozen in de kieskring Oost-Vlaanderen. Als Vlaams Parlementslid zetelde Yüksel in de commissies Cultuur, Jeugd, Media en Sport en Woonbeleid, Stedelijk Beleid en Energie en legde hij zich vooral toe op de thema’s media en stedenbeleid. Hij bleef Vlaams volksvertegenwoordiger tot mei 2014.
Bij de gemeenteraadsverkiezingen van oktober 2012 werd Yüksel verkozen als gemeenteraadslid voor CD&V in Gent. Hij werd tevens voorzitter van de CD&V-fractie in de gemeenteraad van de stad Gent. Hij hield zich in de stad bezig met thema’s als wonen, mobiliteit, het havenbedrijf en de verdere ontwikkeling van Gent als stad van de toekomst. Bij de gemeenteraadsverkiezingen van oktober 2018 werd hij herverkozen als Gents gemeenteraadslid.
Bij de federale verkiezingen in mei 2014 stond Yüksel op de vierde plaats op de Kamerlijst voor Oost-Vlaanderen. Hij werd verkozen met 16.635 voorkeurstemmen. Op 19 juni 2014 legde hij de eed af als lid van de Kamer van volksvertegenwoordigers, waar hij bleef zetelen tot in 2019. 
In de Kamer ging Yüksel zetelen in de commissies Infrastructuur en Landsverdediging. Hij was tevens vast lid van de Parlementaire Onderzoekscommissie belast met het onderzoek over de oorzaken van het faillissement van Optima Bank, en van de in 2015 opgerichte, maar intussen opgeheven commissie Terrorismebestrijding. Als Kamerlid was hij auteur van resoluties die aandringen op meer diversiteit bij het personeel van de NMBS, tot het krachtdadig vervolgen van haatmisdrijven op sociale media, over de NAVO-topontmoeting van juli 2016. Verder was hij auteur van diverse wetsvoorstellen, onder andere in het kader van terrorismebestrijding. In 2017 lag hij mee aan de basis van het wetsvoorstel dat kraken strafbaar maakte. In 2018 werd zijn wetsvoorstel gestemd, gericht op het aanpakken van parentale kinderontvoeringen. Een ander groot dossier dat Yüksel opvolgde, was dat van de lang aanslepende renovatiewerken van het station Gent-Sint-Pieters. In maart 2019 eiste hij in de Kamer van volksvertegenwoordigers dat het Rekenhof een audit zou doorvoeren naar de budgetten en termijnen van dit project.
Op 1 maart 2019 maakte hij bekend dat hij bij de federale verkiezingen van 26 mei 2019 zou opkomen op de Open Vld-lijst in Oost-Vlaanderen. Naar eigen zeggen verliet hij de CD&V omdat hij zich niet meer thuis voelde bij die partij. Yüksel ging als onafhankelijke in de Gentse gemeenteraad zetelen. Hij raakte echter niet herkozen voor de Kamer. Na deze verkiezingen stapte hij "symbolisch" alsnog in de Gentse Open Vld-fractie. Officieel kon dat niet volgens het reglement, waardoor hij ook geen zitpenningen kon krijgen voor commissiewerk, maar hij besloot voortaan wel de fractieafspraken te volgen en mee te stemmen met Open Vld. Er werd met Yüksel afgesproken dat hij begin 2022 Rik Daems zou opvolgen als gecoöpteerd senator,  maar dit ging uiteindelijk niet door omdat Daems zich niet aan deze afspraak hield.
Van 2020 tot 2023 was hij actief als zelfstandig consultant, gespecialiseerd in marketing en communicatie. Nadien was hij van februari 2023 tot september 2024 communicatieadviseur op het kabinet van premier Alexander De Croo, waarna hij in september 2024 woordvoerder werd van ministers van Buitenlandse Zaken Hadja Lahbib en Bernard Quintin. Na de installatie van de regering-De Wever in februari 2025 bleef Yüksel woordvoerder van Quintin, die in deze regering minister van Binnenlandse Zaken werd.
Bij de federale verkiezingen van juni 2024 stond Yüksel opnieuw op de vierde plaats van de Open Vld-lijst in Oost-Vlaanderen, maar hij raakte niet verkozen. In oktober 2024 werd Yüksel op de liberaal-socialistische kartellijst Voor Gent wel herkozen in de Gentse gemeenteraad.

## Publicatie
In 2014 publiceerde Yüksel zijn boek Nergens beter dan thuis. 50 jaar migratie in België, een verhaal van ontgoocheling en hoop, bij uitgeverij Borgerhoff & Lamberigts. In dat boek maakte hij een analyse van 50 jaar migratie in België, aan de hand van zijn eigen levensverhaal en van gesprekken met tien gezaghebbende stemmen in het Vlaamse migratiedebat.
In maart 2018 stelde Yüksel zijn boek Veiligheid voor iedereen. De strijd tegen gewelddadig radicalisme voor. Daarin benadrukte hij de noodzaak van een betere organisatie van onze veiligheid en pleitte hij voor een alert bestuur.

## Ereteken
- 2019: Ridder in de Leopoldsorde[12]

- Gemeinsame Normdatei: 118934209X
- International Standard Name Identifier: 0000 0000 4781 5929
- Library of Congress Control Number: n2005036506
- Virtual International Authority File: 4339564
- WorldCat: E39PBJwp3d6MC44YWTR867qWjC